# Saint-André-sur-Cailly

Saint-André-sur-Cailly este o comună în departamentul Seine-Maritime, Franța. În 1 ianuarie 2022 avea o populație de 805 de locuitori.